# Legio IV Flavia Felix
Legio IV Flavia Felix (IV легіон Флавія Щасливий) — римський легіон. Спочатку звався Флавієвим. За імператора Траяна отримав прізвисько Щасливий. Зображений на монетах Галлієна, Вікторина та Караузія.

## Історія
Створений у 70 році імператором Веспасіаном. Він замінив розформований Legio IV Macedonica. Деякий час стояв табором у м. Бурнум, провінція Далмація (сучасне м. Кістан'є, Хорватія). За імператора Доміціана у 83 році перебазовано до провінції Паннонія. 86 року опинився у Верхній Мезії, стояв у м. Сінгідуні (сучасне м. Белград, Сербія), потім у м. Вімінація (сучасне м. Пожаревац, Сербія). У 86 та 88 роках брав участь в поході проти племен сарматів та даків.
За імператора Траяна у 101–106 роках зробив значний внесок у підкорення Дакії Римом, особливо відзначився у Другій битві при Тапах 101 року та у захопленні столиці даків — Сармесегетузі 106 року. Його легат Маній Лаберій Максим захопив сестру царя Децебала. Після цієї кампанії стояв у м. Берзобіс (сучасне м. Берзобія) та охороняв прохід через Залізні Ворота. У 108–117 роках в Колонії Ульпія Траяна Сармесегетузі займався зведенням укріплень та громадських будівель, а вексиларії легіону наглядали за золотими копальнями Дакії.
У 119 році за наказом імператора Адріана перебазовано до Сінгідума для охорони провінції Мезія. Надалі окремі підрозділи стояли в Аквінку (сучасний Будапешт, Угорщина). За правління імператора Антоніна Пія продовжував захищати Мезію.
У 162–166 роках був частиною армії під орудою Луція Вера, що воювала проти Парфії. Після цього з 166 до 180 року — учасник Першої та Другої Маркоманських війн. В цей час легіоном керував Максим Децім Мерідій, прообраз головного героя фільму Гладіатор. У 193 році легіон підтримав Септимія Севера в боротьбі за владу проти Песценнія Нігера та Клодія Альбіна. У 200 році ветерани легіону розміщені у м. Наїсс (сучасне м. Ніш, Сербія).
Про діяльність легіону у II ст. відомостей замало. Відомо, що легіон відзначали імператори Олександр Север, Максимін Фракієць, Гордіан III. У 244 році імператор Філіпп I Араб розмістив ветеранів легіону в Колонії Флавія Неаполіс (Палестина). У 260 році звитяжно бився проти германського племені алеманів, чим врятував Італію. За це імператор Галлієн розмістив символ легіону на своїх монетах.
У 285–290 роках брав участь у складі військ імператора Максиміана при придушенні повстання багаудів в Галлії. У 298 році один з підрозділів супроводжував імператора Діоклетіана під час походу до Єгипту проти узурпатора Доміція Доміціана. Після цього легіонери займалися зміцненням Арабського лімеса.
Основні підрозділи легіону розташовувалися у Сінгідуні, підкоряючись дуксу провінція Мезія Пріма. Завершив своє існування бл. 310-х років із вторгненням варварів до імперії.